# Stephensonactis ornata
Stephensonactis ornata är en havsanemonart som beskrevs av M.V.N. Panikkar 1936. Stephensonactis ornata ingår i släktet Stephensonactis och familjen Haliactiidae. Inga underarter finns listade i Catalogue of Life.